# Budock Water
Budock Water – wieś w Anglii, w Kornwalii. Leży 32 km na wschód od miasta Penzance i 382 km na południowy zachód od Londynu. W 2001 miejscowość liczyła 1399 mieszkańców.